# Salavina (ort i Argentina)
Salavina är en ort i Argentina.   Den ligger i provinsen Santiago del Estero, i den norra delen av landet, 800 km nordväst om huvudstaden Buenos Aires. Salavina ligger 108 meter över havet och antalet invånare är 829.
Terrängen runt Salavina är mycket platt. Runt Salavina är det mycket glesbefolkat, med 3 invånare per kvadratkilometer.. Närmaste större samhälle är Los Telares, 20,0 km söder om Salavina.
Trakten runt Salavina består i huvudsak av gräsmarker.